# Ribare (Žagubica)
Ribare (Žagubica) (em cirílico: Рибаре) é uma vila da Sérvia localizada no município de Žagubica, pertencente ao distrito de Braničevo, na região de Homolje. A sua população era de 365 habitantes segundo o censo de 2002.

## Demografia
| 1948 | 1953 | 1961 | 1971 | 1981 | 1991 | 2002 | 2011 |
| ---- | ---- | ---- | ---- | ---- | ---- | ---- | ---- |
| 881  | 915  | 831  | 736  | 681  | 591  | 485  | 365  |